# Ksar Ouled Abd Essayed
Ksar Ouled Abd Essayed ou Ksar Sirfine est un ksar de Tunisie situé dans le gouvernorat de Tataouine.

## Localisation
Le ksar se situe sur un piton isolé à caractère défensif dans le djebel Abiodh.
Une citerne (fesguia), une mosquée et des habitations troglodytiques se trouvent à proximité.

## Histoire
La fondation du ksar est datée du XVIIe siècle selon Kamel Laroussi.
Le 21 janvier 2021, un arrêté en fait un monument classé.

## Aménagement
Le ksar sous la forme d'un parallélogramme (40 mètres sur 35) compte 94 ghorfas, dont une vingtaine sont effondrées, réparties principalement sur deux étages, avec quelques-unes sur trois étages.
Le complexe connaît un processus de délabrement.